# Římskokatolická farnost Česká Bělá
Římskokatolická farnost Česká Bělá je územním společenstvím římských katolíků v rámci havlíčkobrodského vikariátu královéhradecké diecéze.

## O farnosti

### Historie
Kostel v České Bělé spolu s plebánií existoval již v době gotické. Kostel byl kolem roku 1700 barokně upravován.

### Současnost
Českobělská farnost má sídelního duchovního správce, který je zároveň excurrendo administrátorem ve farnostech Čachotín a Dolní Krupá.
| Fotografie | Kostel                 | Místo      | Bohoslužba                                     | Bohoslužba                    | Poznámka     |
| ---------- | ---------------------- | ---------- | ---------------------------------------------- | ----------------------------- | ------------ |
|            | Kostel sv. Bartoloměje | Česká Bělá | neděle pondělí středa pátek 1. sobota v měsíci | 08.30 07.30 18.00 17.00 08.00 | farní kostel |
|            | Kaple Panny Marie      | Macourov   | 1. neděle v měsíci                             | 07.00                         | obecní kaple |